# Smoothie

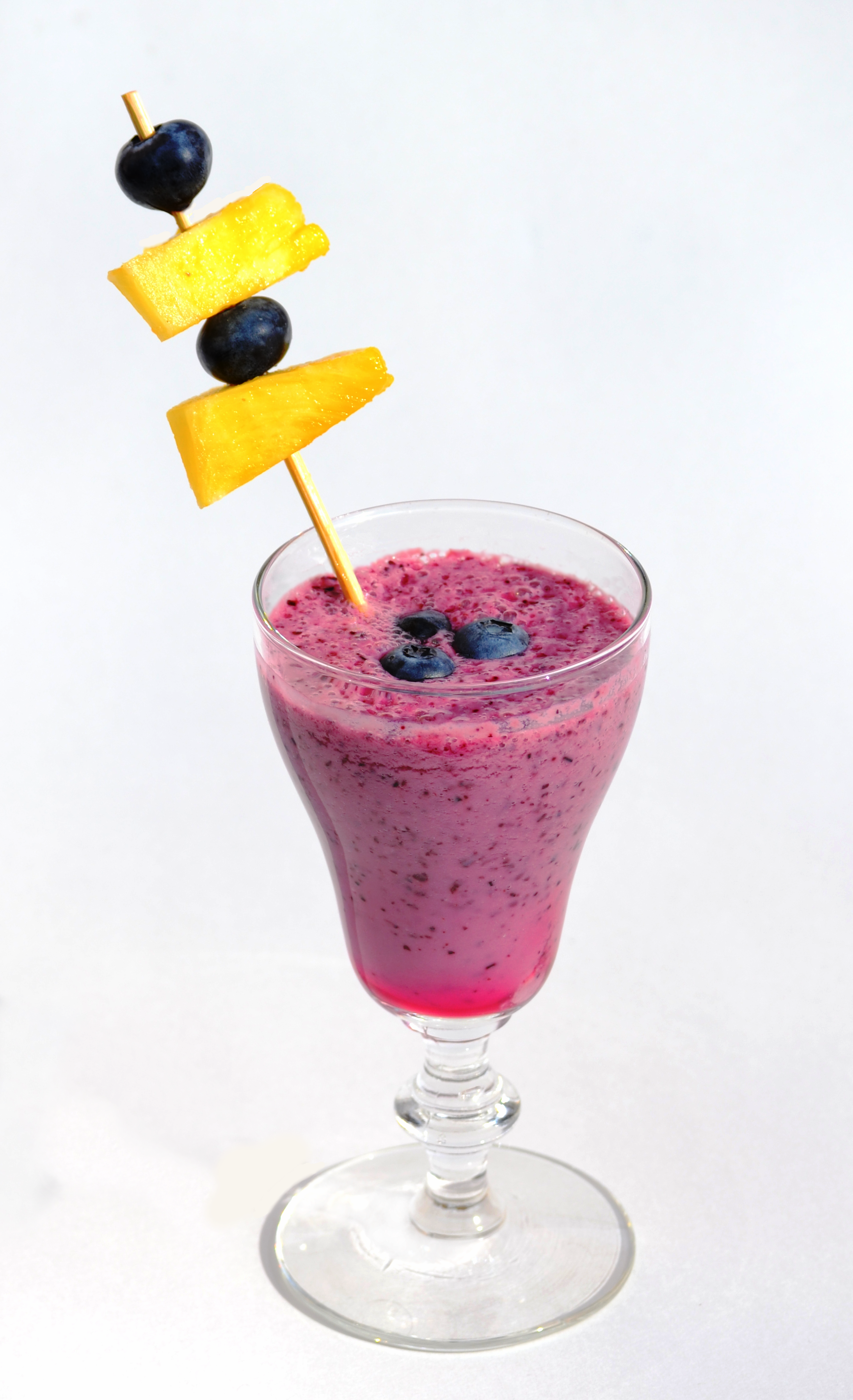
Borůvkové smoothie

Smoothie [smuːði] je mixovaný nápoj s hlavní složkou tvořenou syrovým ovocem, nebo zeleninou (či kombinace obojího); dalšími možnými složkami jsou voda, led, mléčné produkty (mléko nebo jogurt) a sladidla (zejména med).

## Historie
Toto „ovocné pyré“ konzumovali lidé ve Středomoří již po několik staletí, avšak ve Spojených státech se stalo běžným pokrmem až ve 20. století – poté, co byla vynalezena lednička a mixér. Do doby než byl vynalezen mrazák, lidé připravovali smoothies pouze z plodů, které byly v onu roční dobu k dostání (banány, ananasy a jahody), až poté se začalo přidávat ovoce jako borůvky, maliny, brusinky a granátové jablko. Ve 30. až 50. letech 20. století získávalo smoothie více a více příznivců, nicméně konzumaci tohoto nápoje nejvíce ovlivnila 60. léta, kdy se lidé začínali více zajímat o zdravou stravu a makrobiotiku.[zdroj?] V této době toto „ovocné pyré“ získalo svůj název smoothie, což je v překladu podstatné jméno od „hladký“, „jemný“, „lahodný“, „příjemný“, „bez vláken“. Pojem smoothie se v minulosti používal pro mnohé produkty, jako pojmenování takovéhoto nápoje z celých plodů byl popularizován od 80. let. Postupem času rovněž vznikly různé obchodní řetězce specializované na prodej smoothies, jako první Smoothie King.

## Příprava
K výrobě lze použít jeden či více druhů ovoce, je také možné připravit čistě zeleninový nápoj, nebo zkombinovat ovoce se zeleninou. Rovněž lze přidat mléko, či jogurt a připravit smoothie na způsob milkshake; lze jej také přisladit cukrem, nebo zchladit kostkami ledu.
Smoothies jsou oblíbené u lidí trpících nesnášenlivostí mléčných výrobků a u raw veganů – vitariánů, kteří konzumují pouze ovoce, zeleninu a ostatní rostlinné potraviny, které jsou syrové a u přípravy nepřesáhly teploty 42 °C. Raw vegani si smoothies nejčastěji přislazují čerstvými datlemi a přidávají do nápoje různé exotické přísady – ať už chia semínka, agávový sirup, plody açaí nebo nepražené kakao.
Některé ovoce lze pouze odšťavnit odšťavňovačem, ale v podstatě na vše stačí obyčejný mixér. Na trhu je i speciální mixér, který se jmenuje Smoothie Maker, který je určen speciálně pro přípravu smoothie, avšak nijak se zásadně neliší od běžných mixérů. Smoothie makery mají oproti běžným mixérům přizpůsobenou nádobu na mixování, která většinou slouží také k pití.